# Johannes Wipplinger
Johannes Wipplinger (* 1. August 1978 in Wels) ist ein österreichischer Leichtathlet und Bobsportler.
Hannes Wipplinger betreibt seit 2004 Bobsport und gehört seitdem auch dem österreichischen Nationalkader an. Der Student startet für das Team Teigl. Zunächst trat er seit 2004 im Bob von Jürgen Loacker bei internationalen Wettkämpfen an. Es dauerte bis zum Rennen im Viererbob in Park City 2006, dass Wipplinger mit dem achten Rang erstmals ein Ergebnis unter den besten Zehn erreichte. Mediales Aufsehen erregte er bei der Europameisterschaft in Cortina d’Ampezzo im Januar 2007, wo er Probleme beim Einstieg in den Viererbob hatte und an dritter Position sitzend rückwärts ins Ziel fuhr. Zur Saison 2007/08 wechselte Wipplinger zum Team von Wolfgang Stampfer, mit dem er beim Zweierbob-Weltcup im Dezember 2007 in Park City als Drittplatzierter seine bislang beste Platzierung erreichte.
Als Leichtathlet tritt Wipplinger als Zehnkämpfer an und war 2005 Fünfter bei den österreichischen Meisterschaften. Hier startet er für den ATSV Linz.